# Богрукиног
«БОГРУКИНОГ» (название пишется с заглавных букв) — дебютный мини-альбом коллектива БГ+ (Борис Гребенщиков и музыканты со всего мира). Опубликован на платформе Bandcamp, без анонсов и объявлений 14.09.2023 и на всех остальных основных цифровых площадках 29 сентября. Альбом вызвал позитивную реакцию музыкальной критики и противоречивые реакции на тексты песен в рунете, в основном зависящие от политической позиции реагирующих.

## Песни
В ЕР четыре песни, которые уже исполнялись ранее на концертах БГ, а первые две публиковались в акустическом варианте в рамках проекта «Подношение нашему времени».

## Список композиций
| №                   | Название                     | Длительность |
| ------------------- | ---------------------------- | ------------ |
| 1.                  | «Не стой над душой, мама»    | 4:21         |
| 2.                  | «Чёрный лебедь»              | 3:32         |
| 3.                  | «Незабыто»                   | 6:19         |
| 4.                  | «Минск Пинск и Северодвинск» | 7:08         |
| Общая длительность: | Общая длительность:          | 21:20        |

## Исполнители

### Не Стой Над Душой, Мама
- Борис Гребенщиков — голос, гитара
- Emre Ramazanoglu — бит

### Чёрный Лебедь
- Борис Гребенщиков — голос, гитара
- Ben Nicholls — бас-гитара
- Liam Bradley — ударные
- James Hallawell — клавишные
- Sylvain Barou[фр.] (Франция) — дудук
- Лео Абрахамс — гитара

### Незабыто
- Борис Гребенщиков — голос, гитара, меллотрон
- James Hallawell — меллотрон, автоарфа
- Лео Абрахамс — электрогитара
- Ben Nicholls — бас-гитара
- Константин Туманов — клавишные
- Liam Bradley — ударные
- Kate St. John — клавишные
- Альберт Кувезин — голос (горловое пение)[8]
- David Coulter — варган, диджериду
- James Larter — бонго, пандейру
- Çiğdem Aslan[нем.] — голос

### Минск Пинск и Северодвинск
- Борис Гребенщиков — голос
- Константин Туманов — рояль
- Kate St. John — разное
- Scottish Sessions Orchestra[8]
- Хор Мальчиков Санкт-Петербург
- Голда Амирова и Ольга Сергеева — голоса
- Музыка оркестра написана БГ, Kate St. John, К.Туманов
- Запись оркестра Kate St. John (на Clockwork Sessions)
- Дирижёр Адам Робинсон